# ۸

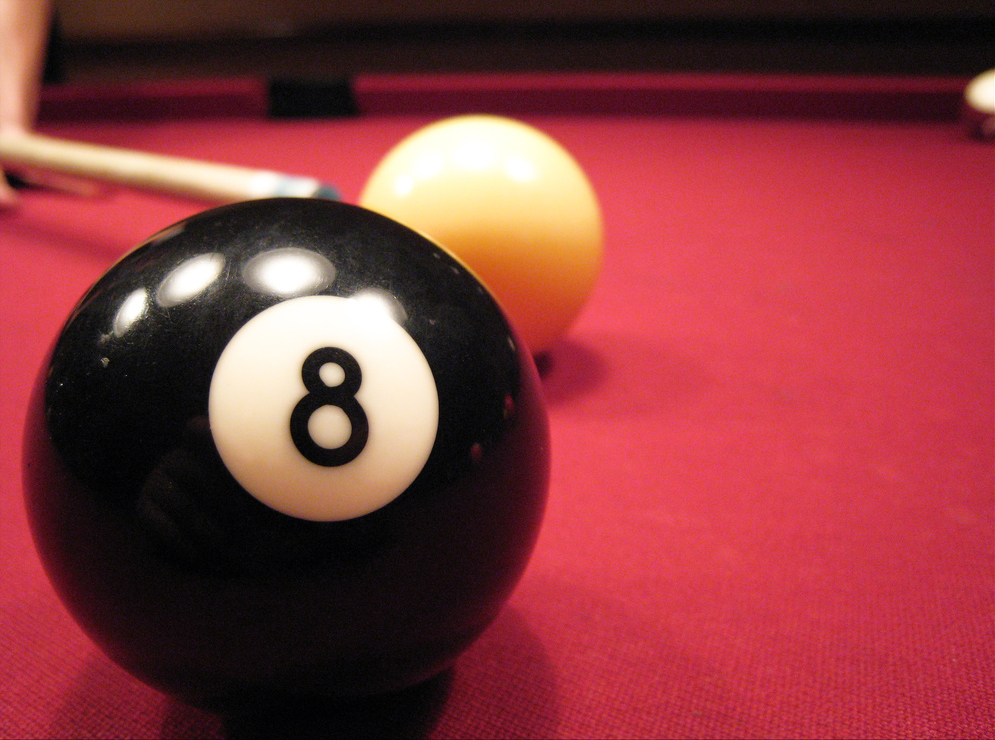

۸ یا هَشت، عدد طبیعی زوج و مرکب است که بعد از ۷ و قبل از ۹ قرار دارد.